# Rebelión de Bar Kojba
La rebelión de Bar Kojba (132-136; en hebreo: מרד בר כוכבא‎, Méred Bar Kojbá) fue una rebelión de los judíos de la provincia romana de Judea, comandada por Simón bar Kojba, contra el Imperio romano. Ocurrida alrededor de los años 132-136, fue la última de las tres grandes guerras judeo-romanas, de forma que también es conocida como la tercera guerra judeo-romana o la tercera rebelión judía. Algunos historiadores se refieren a ella también como la segunda rebelión de Judea, sin contar a la Guerra de Kitos o Rebelión del exilio entre 115 y 117, reprimidos por el general Lusio Quieto, quien gobernaba la provincia en aquellos tiempos, y en la que se luchó solo marginalmente en Judea. Otros historiadores prefieren el término de guerra por las características de la lucha desarrollada, su duración y sus similitudes a otros conflictos definidos en la historiografía como guerras, y también por considerar el término rebelión propio de un alzamiento contra una entidad legal, mientras que los judíos precedían a los romanos en la región que pasaría a llamarse Palestina tras la victoria romana. En este aspecto, sería la última de tres guerras y la tercera de cinco conflictos judeo-romanos en su totalidad. Al igual que la primera y segunda guerras judeo-romanas, la de Bar Kojba resultó en una derrota judía total: el propio  Bar Kojba murió a manos de tropas romanas en la antigua ciudad de Betar en 135 y los rebeldes judíos que quedaron tras su muerte fueron todos dados de baja o esclavizados en los meses que siguieron.
El gobierno romano en Judea no era bien recibido entre la población judía, en particular tras la destrucción del Segundo Templo de Jerusalén durante el sitio romano de la ciudad en el año 70. La rebelión estalló como resultado de tensiones religiosas y políticas en Judea que siguieron a la fallida primera guerra, llamada también la gran revuelta, entre los años 66 y 73. Estas tensiones estaban relacionadas con el establecimiento de una gran presencia militar romana en Judea, cambios en la vida administrativa y la economía, junto con el estallido y supresión de rebeliones judías desde Mesopotamia hasta Libia y Cirenaica. Las razones más próximas parecen haber sido la construcción de una nueva ciudad, Aelia Capitolina, sobre las ruinas de Jerusalén y la construcción de un templo a Júpiter sobre el Monte del Templo. Los padres de la iglesia y la literatura rabínica enfatizan el papel de Quinto Tineyo Rufo, gobernador de Judea, en provocar la rebelión.La naturaleza carismática y mesiánica de Bar Kojba, el enigmático líder militar de la rebelión, puede haber sido también un factor importante en la popularización de la revuelta a lo largo de toda Judea.
En 132, la rebelión liderada por Bar Kojba se difundió rápidamente desde Judea central a lo largo del país, aislando a la guarnición romana en Aelia Capitolina (Jerusalén). A Quinto Tineyo Rufo, el gobernador provincial al momento del alzamiento, se le atribuyó el fracaso en derrotarla en esta fase temprana. El último registro de Rufo apareció en 132, el primer año de la rebelión, y no se sabe con certeza si murió o fue reemplazado. 
A pesar de la llegada de refuerzos romanos significativos desde Siria, Egipto y Arabia, las victorias rebeldes iniciales sobre los romanos establecieron un estado independiente sobre la mayoría de partes de la provincia de Judea por más de dos años, mientras Simón bar Kojba asumía el título de Nasí («príncipe»). Además de liderar la rebelión, muchos judíos (p. ej., el rabí Akiva) le consideraban el mesías, quien restauraría la independencia nacional. Sin embargo, estos reveses llevaron a que el emperador Adriano reuniera un ejército romano a gran escala de todas las esquinas del imperio, que invadió Judea en 134 bajo el comando del general Sexto Julio Severo. El ejército romano estaba compuesto de seis legiones completas con auxiliares y elementos de hasta seis legiones adicionales, que finalmente lograron aplastar la rebelión.
La rebelión de Bar Kojba resultó en la extensa despoblación de las comunidades judías, mucho más que durante la primera guerra judeo-romana en el año 70. De acuerdo con Dion Casio, 580 000 judíos murieron en la guerra y muchos más murieron de hambre o enfermedad; además, muchos prisioneros de guerra fueron vendidos como esclavos. Las comunidades judías de Judea fueron devastadas a un grado tal que algunos académicos lo describen como un genocidio. Sin embargo, la población judía se mantuvo fuerte en otras partes de Judea, particularmente en Galilea, que pasó a convertirse en el centro de la sociedad judía, el Golán, el valle de Bet Shean, y los bordes oriental, sur y occidentales de Judea. También se considera que el número de bajas entre los romanos fue alto. La Legio XXII Deiotariana desapareció después de varias pérdidas serias. Además, algunos historiadores afirman que la desintegración de la Legio IX Hispana a mediados del siglo II podría haber sido resultado de esta guerra. En un intento por borrar cualquier memoria de Judea del Israel antiguo, el emperador Adriano borró el nombre del mapa y lo reemplazó por el de Siria Palestina. Sin embargo, la evidencia vinculando a Adriano con el cambio de nombre es solo circunstancial y la fecha precisa se desconoce. La idea común de que el cambio se hizo con la intención de "cortar la conexión de los judíos con su tierra natal" es motivo de debate.
La rebelión de Bar Kojba influyó inmensamente en el curso de la historia judía y la filosofía de la religión judía. A pesar de que la persecución contra los judíos disminuyó tras la muerte de Adriano en 138, los romanos prohibieron a los judíos entrar a Jerusalén, excepto para celebrar el Tisha b'Av. La revuelta de Bar Kojba también tuvo ramificaciones filosóficas y religiosas: El mesianismo judío se hizo abstracto y se espiritualizó, y el pensamiento político rabínico se volvió profundamente cauto y conservador. El Talmud, por ejemplo, se refiere a Bar Kojba como «Ben-Kusiba», un término derogatorio usado para indicar que era un falso mesías. La rebelión estuvo entre los eventos claves en diferenciar al cristianismo primitivo como una religión distinta del judaísmo. Si bien los cristianos judíos consideraban a Jesús el mesías y no apoyaron a Bar Kojba, se les prohibió la entrada a Jerusalén junto con los otros judíos.

## Causas
Las causas de la revuelta de Bar Kojba siguen sin estar del todo claras. Tras la primera guerra judeo-romana de los años 66-73 d. C., las autoridades romanas tomaron medidas para aplastar todo nuevo intento de rebelión en Judea. Se modificó su situación política y en lugar de un prefecto se nombró un gobernador de rango pretorio, y en las ruinas de Jerusalén se estableció la sede de una legión romana completa, la Legio X Fretensis. Una legión adicional, la Legio VI Ferrata, se trasladó a la provincia para mantener el orden, y los trabajos comenzaron en el año 131 después de que el gobernador de Judea, Turno Rufo, realizara la ceremonia de fundación de Aelia Capitolina. Se acuñó una moneda romana con la inscripción Aelia Capitolina en el año 132 d. C.
La dirección política y religiosa del pueblo judío quedó en manos del Sanedrín, con sede inicial en Yavne, y fue cambiando de ciudad por razones de seguridad. 
Las causas directas de la rebelión varían según la fuente. El historiador romano Dión Casio (155-229) atribuye la revuelta a la decisión de Adriano de fundar en el lugar de Jerusalén una ciudad romana llamada Aelia Capitolina (Aelia por su propio nombre y Capitolina en honor al dios romano Júpiter). Por otro lado, las fuentes judías, si bien reconocen como cierta esta resolución, asignan mayor prioridad a los decretos dictados por Adriano que prohibían el Brit Milá (circuncisión), el respeto del sábado y las leyes de pureza en la familia.La intención de Adriano era civilizar e incorporar de una vez por todas a los judíos a la cultura grecorromana, y para la cultura griega y romana, la circuncisión era una mutilación intolerable. La tradición judía relata en el Midrásh Tanjuma un encuentro entre Rabí Akiva y el gobernador Turno Rufo (Turnus Rufus), donde este le solicita la explicación sobre la circuncisión.
Eusebio parece dar a entender que la construcción de Aelia Capitolina y el templo a Júpiter fue un resultado de la guerra más que una causa de ella, aunque esto es algo confuso. A esto se habría sumado el deseo de los judíos de ser readmitidos en Jerusalén y reconstruir el Templo, así como la presión demográfica de un número cada vez mayor de colonos griegos y romanos.
También parece que el gobernador romano de Judea, Quinto Tineyo Rufo, era un funcionario particularmente odiado y tiránico, lo que despertó la ira judía contra él y el dominio romano en general. El Talmud lo describe como «el malvado» y afirma que él personalmente «aró el Santuario», es decir, el sitio del Templo, y emitió una orden de ejecución para el venerado rabino Gamaliel (Talmud HaBavli, Taanit 29a). En otro pasaje, Rufo se burla del rabino Akiva, ridiculizando a los judíos como «esclavos» (T.B., Bava Batra 10a).

## La rebelión
A diferencia de sus predecesoras, la revuelta no fue espontánea sino cuidadosamente planificada. Los judíos recolectaron armamento, cavaron extensos sistemas de túneles para la guerra de guerrillas y se unieron política y militarmente bajo un solo líder, a diferencia de las extensas luchas internas que marcaron la primera revuelta. Mostrando capacidad para una estrategia cuidadosa, esperaron hasta que Adriano hubo terminado su gira por las provincias orientales antes de levantarse y parecen haber tomado a los romanos completamente por sorpresa.
El taná Rabí Akiva, que sin haber sido nombrado nasí dirigía el Sanedrín, convenció a los demás miembros de que apoyaran la inminente rebelión y declararan al comandante elegido, Simón bar Kojba, como el Mesías, de acuerdo con el versículo bíblico de Números 24:17: «Descenderá una estrella de Jacob» (Bar Kojba significa 'hijo de la estrella' en arameo).
Los líderes judíos planearon cuidadosamente la segunda rebelión para evitar los numerosos errores que se habían cometido en la primera. Según Dion Casio, los judíos inicialmente emplearon la guerra de guerrillas, utilizando su extensa red de túneles subterráneos y medios similares. Sin embargo, la guerra se intensificó rápidamente. No está claro hasta qué punto los judíos lograron establecer el control sobre la provincia, aunque debieron haber dominado un extenso territorio en el punto álgido de la revuelta. Los historiadores debaten si la propia Jerusalén fue capturada. Una moneda de la época se refiere a herut yerushalayim, o «la libertad de Jerusalén», pero esto puede haber sido en tono figurado. En el año 132 d. C. la rebelión dirigida por Bar Kojba rápidamente se expandió desde Modi'ín a través de todo el país, derrotando a la X legión romana con base en Jerusalén y destruyendo a la XXII legión romana que había acudido desde Egipto.

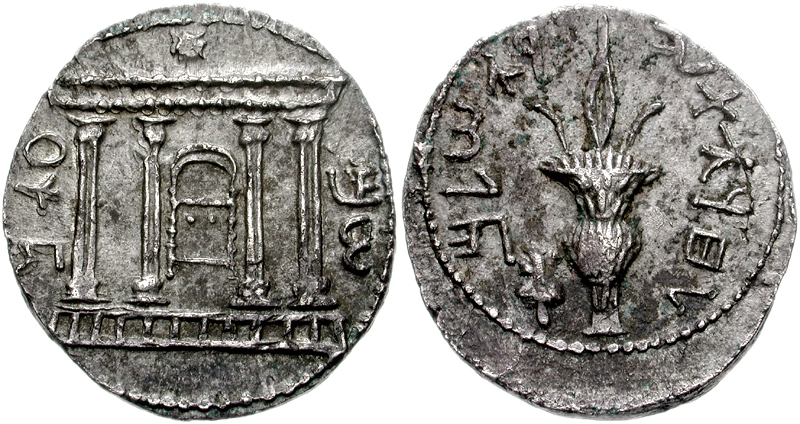
Tetradracma acuñado por Bar Kojba. Anverso: fachada del Templo con la estrella, rodeado del nombre Simón. Reverso: un lulav (hoja de palma); el texto dice: «Por la libertad de Jerusalén».

## «Era de la redención de Israel»
Un Estado soberano judío se restauró en los siguientes dos años y medio. La administración pública estaba encabezada por Simón bar Kojba, que tomó el título de Nasí ('Príncipe' de Israel). Se anunció la «Era de la redención de Israel», se realizaron contratos y se emitieron monedas de cobre y plata en gran cantidad con la correspondiente inscripción.
Rabi Akiva presidía el Sanedrín. Se celebraban los servicios religiosos y se reanudaron los korbanot (sacrificios rituales de animales u otras ofrendas). Se presume que se intentó restaurar el destruido Templo de Jerusalén, pero no hay pruebas fehacientes de ello.

## Reacción romana

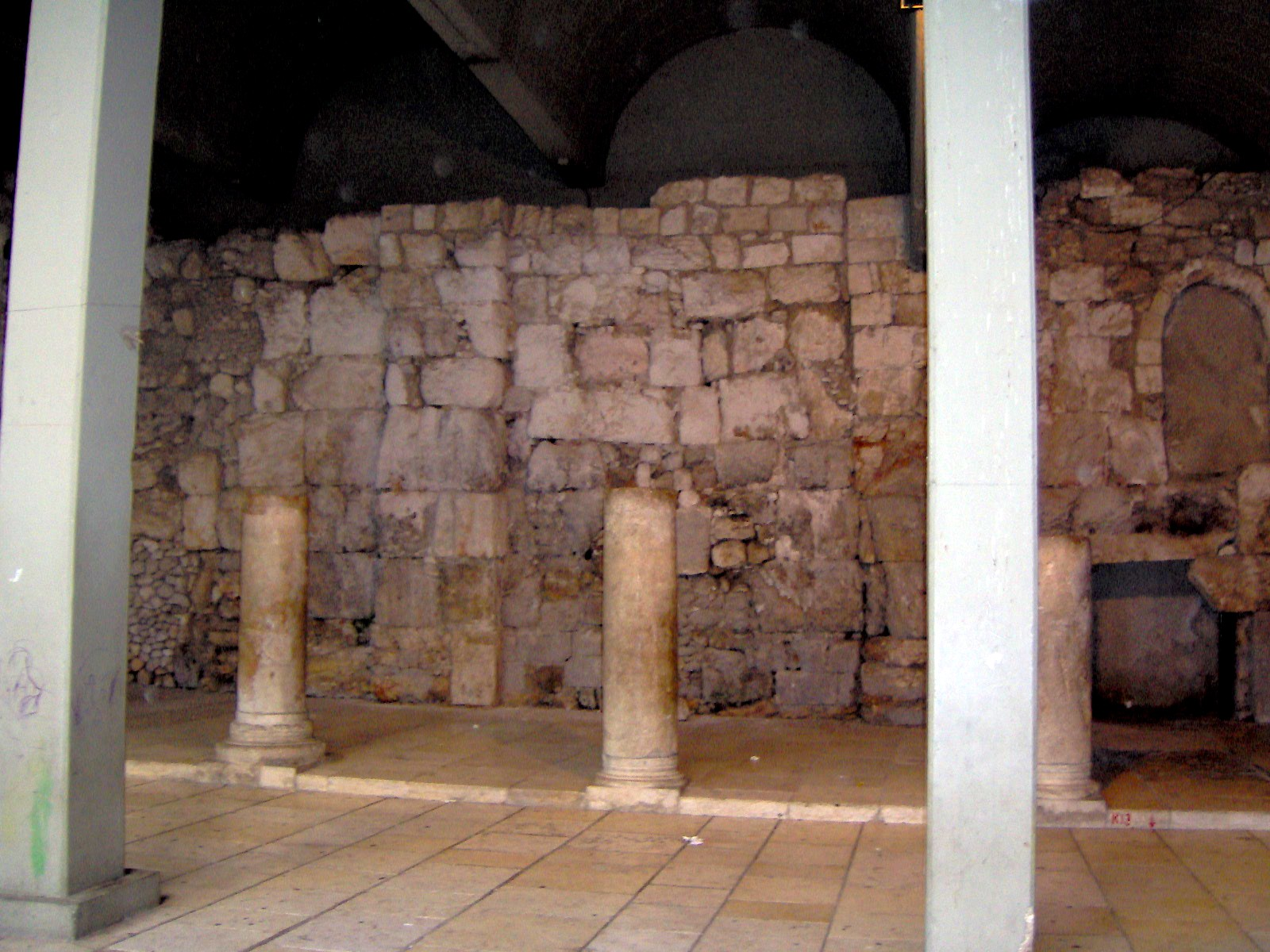
Foto del cardo de Aelia Capitolina.

La rebelión tomó a Roma por sorpresa. Adriano llamó a su general Sexto Julio Severo de Britania y convocó múltiples legiones, hasta del Danubio. El tamaño del ejército romano era mucho mayor que el de Tito, sesenta años antes. Severo adoptó una estrategia lenta pero extremadamente brutal, aplastando a un ritmo constante a los rebeldes por medio de la destrucción de infraestructura y de gran parte de la población judía de Judea. En palabras de Dion Casio: «50 de sus puestos de avanzada más importantes y 985 de sus pueblos más famosos fueron arrasados. 580.000 hombres murieron en las diversas incursiones y batallas, y era imposible calcular el número de los que perecieron por el hambre, las enfermedades y el fuego. [...] casi toda Judea quedó desolada». (Dion Casio, 69:14.1-2)Fuentes judías narran historias de soldados romanos aplastando a bebés contra las rocas y masacres masivas de civiles. Una historia cuenta que Adriano fue capaz de construir un muro de cadáveres de varios kilómetros de largo. Aunque claramente son algo apócrifas, estas historias parecen reflejar la realidad de una campaña extremadamente brutal de lo que en términos modernos probablemente se llamaría limpieza étnica.
Las pérdidas romanas fueron también muy grandes, entre ellas una legión completa, la Legio XXII Deiotariana; de hecho, fueron tan grandes que el informe de Adriano al Senado romano no incluía el habitual saludo «Yo y las legiones estamos bien».
A los tres años y medio de que se iniciara la rebelión, las luchas culminaron en el año 136 d. C. Después de perder Jerusalén, Bar Kojba y los restos de su ejército se retiraron a la fortaleza de Betar, cerca de Jerusalén, que fue sitiada y tomada. Tanto Eusebio de Cesarea como las fuentes judías coinciden en que la guerra terminó con Bar Kojba y sus hombres haciendo una última resistencia en la fortaleza. «El asedio duró mucho tiempo antes de que los rebeldes fueran llevados a la destrucción final por el hambre y la sed y el instigador de su locura pagara el castigo que merecía» (Eusebio, 4:6.3). El Talmud de Jerusalén relata que el número de muertos fue enorme; también relata que durante diecisiete años no se permitió enterrar a los cadáveres de Betar. El destino del propio Bar Kochba no está claro, aunque las fuentes indican que lo más probable es que muriera en la batalla final por Beitar o poco antes.

## Resultados de la rebelión
Según Dión Casio, murieron cerca de 580 000 judíos. Asimismo, 50 ciudades fortificadas y 985 aldeas fueron arrasadas. Adriano intentó destruir de raíz la identidad judía, que había sido la causa de las continuas rebeliones. Prohibió la Torá, el calendario judío y mandó ejecutar a numerosos rabinos estudiosos y eruditos. Los rollos sagrados fueron quemados en una ceremonia en el Monte del Templo.
En la zona del antiguo templo instaló dos estatuas, una del dios romano Júpiter y otra de él mismo. Administrativamente, eliminó la provincia romana de Judea fusionándola con otras regiones en la provincia de Syria Palæstina, tomando el nombre de los filisteos, antiguos enemigos de los judíos, y fundó la ciudad de Aelia Capitolina en el sitio de Jerusalén, prohibiendo a los judíos que entraran en ella. Para humillarlos todavía más, sobre la puerta principal de la ciudad se colocó la estatua de un cerdo. Actualmente, existen restos del cardo de la fase romana en la Ciudad Vieja de Jerusalén.

## Importancia histórica
Los historiadores modernos atribuyen a la rebelión de Bar Kojba una importancia histórica decisiva. Adriano llegó incluso a cambiar permanentemente el nombre de Judea a Siria Palestina, borrando efectivamente su pasado judío. La ley y los rituales judíos estuvieron prohibidos durante algún tiempo, y muchos líderes religiosos judíos fueron martirizados, incluido el rabino Akiva, que había creído tan fervientemente en Bar Kojba como el mesías. Jerusalén se convirtió permanentemente en una ciudad pagana llamada Aelia Capitolina, y a los judíos se les prohibió vivir a la vista de ella. La destrucción masiva y las pérdidas de vidas ocasionadas por la rebelión, además de las enfermedades y la hambruna, hace que se considere el inicio de la definitiva diáspora judía en esta fecha. A diferencia de la primera guerra judeo-romana, la mayoría de la población judía fue asesinada, esclavizada o exiliada, y la religión judía prohibida. Si bien siguieron existiendo pequeñas comunidades judías, como en Galilea, la demografía de Judea se había desplazado a favor de la población no judía. Hallazgos artísticos, epigráficos y numismáticos de la Judea posterior a la revuelta, según la evaluación de Klein, indican que las autoridades romanas reemplazaron a los judíos que partieron o fueron asesinados con una población mixta que estaba compuesta por una mezcla de veteranos romanos e inmigrantes de las partes occidentales del imperio, que se asentaron en Aelia Capitolina, sus alrededores, centros administrativos y a lo largo de las carreteras principales, así como inmigrantes de la llanura costera y provincias vecinas de Siria, Fenicia y Arabia que se asentaron en los campos de Judea.
Como resultado, los restantes centros de la vida cultural y religiosa judía quedaron todos fuera de la tierra de Israel, y el centro de la vida religiosa pasó a las sinagogas de Babilonia, donde se recopiló y redactó el códice definitivo de la ley judía: el Talmud babilónico. Recién en el siglo IV, Constantino I permitió a los judíos entrar en Jerusalén para lamentar su derrota una vez al año el 9 de Av en el muro occidental. El pensamiento político rabínico se volvió profundamente cauteloso y conservador, y la creencia judía en el Mesías se hizo abstracta y se espiritualizó.La posición rabínica profundamente ambivalente con respecto al mesianismo, tal como se expresa de manera más famosa en la «Epístola a Yemen» de Maimónides, parecería tener su origen en el intento de lidiar con el trauma de un alzamiento mesiánico fallido.
A mediados del siglo XX, la rebelión de Bar Kojba se convirtió en un símbolo de la resistencia nacional en Israel. El movimiento juvenil sionista Betar toma su nombre de la fortaleza, y el fundador del Estado moderno judío, David Ben-Gurión, originalmente llamado David Grün, tomó su nombre hebreo de uno de los generales de Bar Kojba.